# 宇和岛屋
宇和岛屋（Uwajimaya）是一家家族式连锁超市，其公司总部位于华盛顿州西雅圖工业区，并在大西雅图和俄勒冈州设有分店。